# Пшасниш
Пша́сниш, або Прасниш (пол. Przasnysz) — місто в північно-східній Польщі.
Адміністративний центр Пшасниського повіту Мазовецького воєводства.

## Назва
- Пша́сниш (пол. Przasnysz) — польська сучасна назва.
- Пшассніц (нім. Pczaßnitz) — німецька назва.
- Прасниш (рос. Прасныш) — російська назва у 1798—1918 роках.
- Прашніц (нім. Praschnitz) — німецька назва у 1939—1945 роках.
- Азимополь (лат. Azymopolis) — латинська назва.

## Історія
Пшасниш виник на місці мисливського двору мазовецьких князів ХІІІ ст. За легендою, назва міста походить від млинаря Прасника, який дав притулок заблукалому князеві Конраду I; той у подяку дарував млинарю шляхетський титул і околичні землі.
Протягом ХІІІ—XIV Пшасниш розвивався як торгова осада на межі Курпівської рівнини і Цехановської височини. 10 жовтня 1427 року мазовецький князь Януш I Старший надав йому міські права на базі кульмського права.
Розквіт Пшасниш припав на XVI ст., після приєднання Мазовії до Корони Польської в 1526 році. Адміністративно місто належало до Цехановської землі, було центром повіту. Згідно з королівським описом майна в 1564 року у самому Пшасниші нараховувалося 689 будинків, а також до 5 сотень ремісників різних професій (пивовари, пекарі, шевці, кушнарі, кравці, ковалі, менчники, золотарі). Місто було третім найбільшим центром Мазовії після Варшави і Плоцка: у хроніці бернардинського монастиря згадуються 14 тисяч жителів, проте історики вважають, що реальне населення міста не перевищувало 5 тисяч осіб. Як зазначає Александр Гваніні — це було «місто широке, славно збудоване каменем».
1576 року Пшасниш став осередком негородового Пшасниського староства, яке 1648 року отримав князь Ярема Вишневецький.
1613 року у Пшасниші сталася велика пожежа, з якої почався занепад міста. 1657 року його зайняли шведські війська.
Після поділів Польщі відійшов до складу Російської імперії.
В ході Першої світової війни було місцем боїв між німцями і москалями: у лютому 1915 року відбулася перша битва при Пшасниші, що була успішною для москалів, а в липні того ж року — друга битва при Пшасниші, яка завершилися перемогою німців.
1919 року місто перейшло Польській Республіці.
1939 року, на початку Другої світової війни місто захопили німці. Вони приєднали його до Німецької імперії, включивши до складу провінції Східна Пруссія. Місто стало центром Прашницького повіту й центром німецької колонізації: тут оселяли балтійських і румунських німців, які полишили батьківщину.
1945 року місто захопила радянська армія, після чого воно повернулося до Польської Республіки.

## Відомі люди
- Яросевич Любомира Володимирівна — музикознавець.

## Населення
Демографічна структура станом на 31 березня 2011 року:
|          | Загалом | Допрацездатний вік | Працездатний вік | Постпрацездатний вік |
| -------- | ------- | ------------------ | ---------------- | -------------------- |
| Чоловіки | 8388    | 1749               | 5890             | 749                  |
| Жінки    | 9050    | 1693               | 5472             | 1885                 |
| Разом    | 17438   | 3442               | 11362            | 2634                 |